# Медаља за достигнућа у спорту
Медаља за достигнућа у спорту јесте медаља коју додељује Република Србија за достигнућа у спорту у току војне службе. Ова војна спомен-медаља може се доделити више пута.

## Опис медаље
Мотив на војној спомен-медаљи за достигнућа у спорту је стилизовани приказ олимпијске бакље и атлетске стазе.
Медаља је израђена у боји патинираног злата, оивичена стилизованим приказом ловоровог венца.
На аверсу војне спомен-медаље за достигнућа у спорту је стилизовани приказ олимпијске бакље и атлетске стазе. Поред олимпијске бакље, с десне стране, у полукругу је ловорова гранчица.
На реверсу медаље налази се натпис: „ЗА ДОСТИГНУЋА У СПОРТУ“.
Трака је црвене боје, оивичена са обе стране жутом бојом.
На врпцу се поставља апликација – метална арапска бројка у боји патинираног злата, од један па надаље.